# Palast der Bischöfe von Krakau (Warschau)

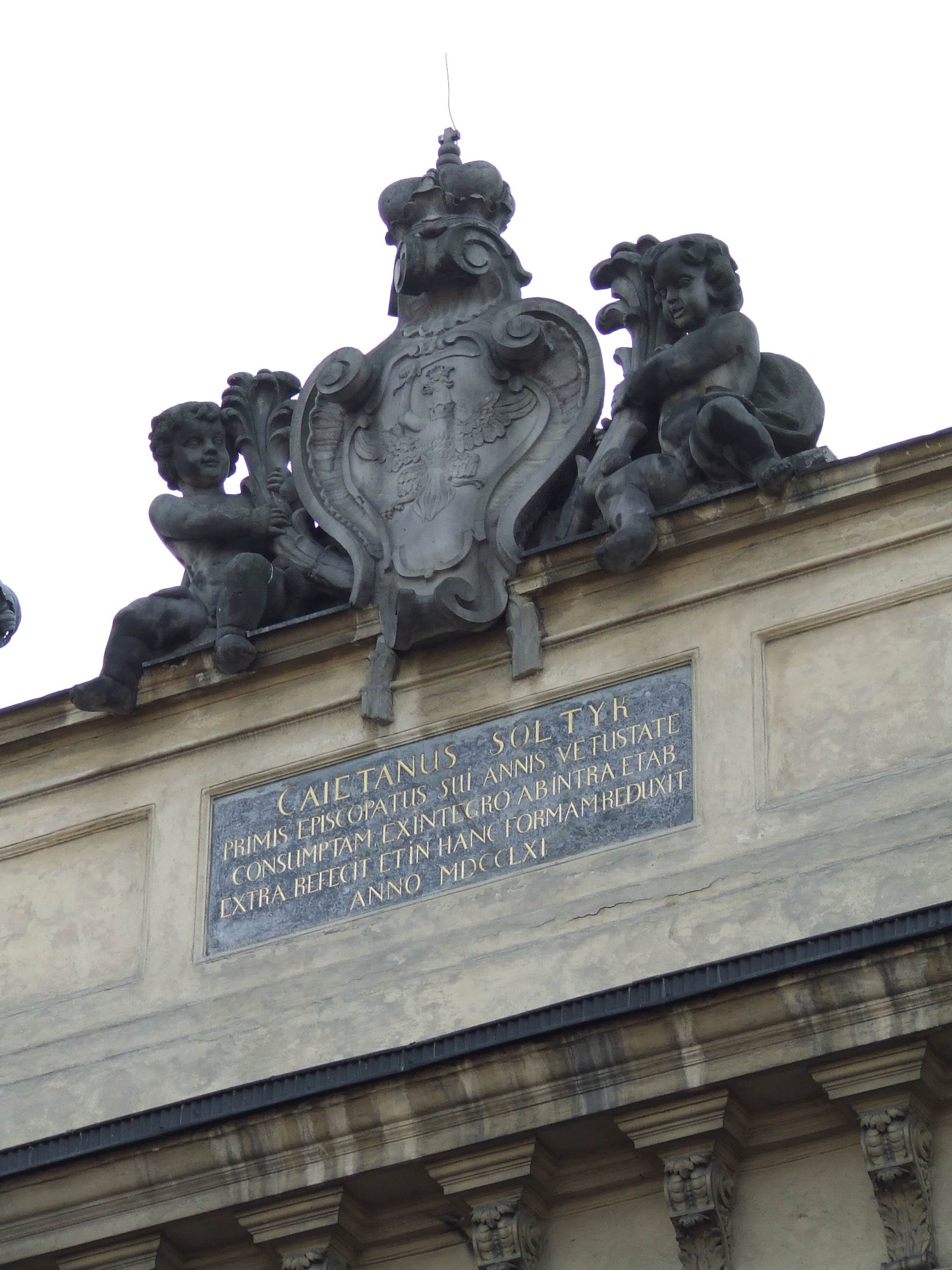
Wappenkartusche über der Gedenktafel zum Umbau des Palastes durch Bischof Kajetan Sołtyk

Der Palast der Bischöfe von Krakau (polnisch: Pałac Biskupów Krakowskich) befindet sich in Warschau an der Ulica Miodowa 5 und ist ein Eckgebäude zur Ulica Senatorska. In unmittelbarer Umgebung befindet sich die Altstadt, das Königsschloss und viele Residenzen aus dem 17. und 18. Jahrhundert, wie der Dembiński-Palast, der Primas-Palast, das Malachowski-Palais, der Branicki-Palast, der Szaniawski-Palast, der Młodziejowski-Palast, der Pac-Palast und der Borch-Palast. Das spätbarocke Gebäude war 150 Jahre lang der Warschauer Sitz der einflussreichen Erzbischöfe aus Krakau. Heute wird es zu Bürozwecken genutzt.

## Geschichte
Zum Ende des 16. Jahrhunderts standen an der Stelle des heutigen Palastes das Holzhaus des Schneiders Mikołaj Czajka und die Brauerei und Mälzerei des Warschauer Ratsherrn Tomasz Chawłosz. Im Jahr 1597 wurde das Grundstück vom preußischen Regenten Georg Friedrich I. erworben, der hier für sich eine Residenz errichten wollte. Dieser Plan wurde nicht realisiert und sein Nachfolger Johann Sigismund verkaufte das Grundstücke an Königin Constanze. Sie begann mit dem Bau eines Palastes, den sie dem Bischofskapitel von Krakau schenken wollte. Unter Władysław IV. erhielt das Krakauer Kapitel im Jahr 1635 das Grundstück mit dem begonnenen Gebäude unter der Bedingung, den Palast zu vollenden und ihn dann als Warschauer Wohnsitz zu nutzen. Bischof Jakub Zadzik ließ das Gebäude bis 1642 fertigbauen.

### Prachtvolles Palastleben im 18. Jahrhundert

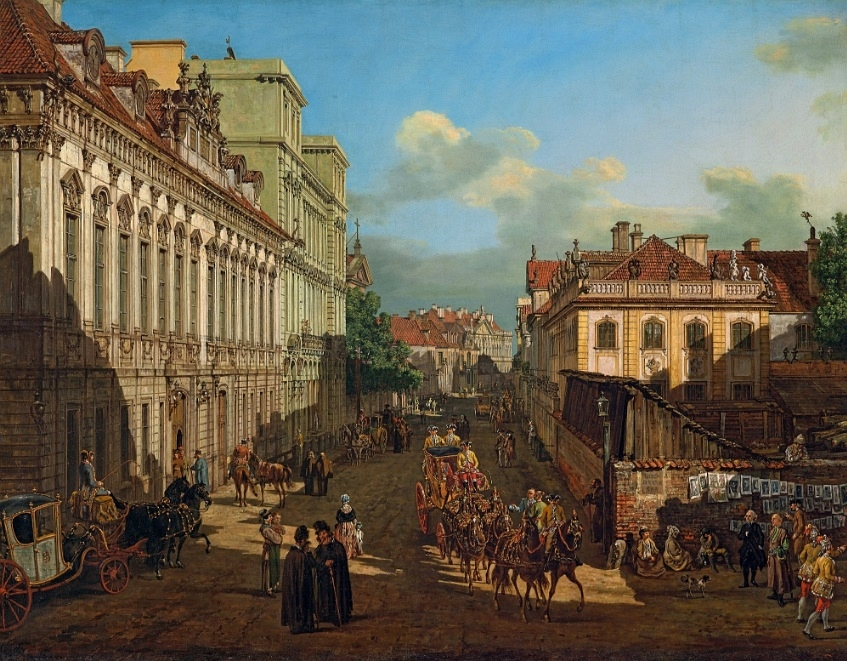
Der Palast auf dem Gemälde Canalettos im Jahre 1777

Während des Schwedeneinfalls im Jahr 1656 wurde der Palast zerstört und unter Bischof Andrzej Trzebicki wiederaufgebaut. Bereits von 1760 bis 1762 wurde er – vermutlich nach einem Entwurf von Giacomo Fontana – auf Bestellung von Bischof Kajetan Sołtyk grundlegend im spätbarocken Stil mit einem prächtigen Giebel umgebaut. Das Aussehen des Palastes nach dem Umbau ist auf einem 1775 entstandenen Bild von Bernardo Bellotto überliefert. Auch auf der Bordüre des Warschauer Stadtplans von Pierre Ricaud de Tirregaille von 1762 findet sich eine Abbildung der Frontansicht des Palastes nach dem Umbau.
Kajetan Sołtyk führte im Palast einen großen Hof. Bei offiziellen Kutsch-Ausfahrten war die Zahl der mitgenommenen Pagen und Dragoner so groß, dass gemäß einer Beschreibung von Łukasz Gołębiowski die Spitze des so entstandenen Zuges bereits den Hof des Königsschlosses erreichte, bevor das Ende den Hof des Bischofspalastes verlassen hatte.

### Südpreußen
Nach der dritten Teilung Polens wurde die preußische Regierung 1795 Eigentümer des Palastes. Die großzügigen Säle des Anwesens wurden nun zu Geschäfts- und Büroräumen umgebaut und vermietet. Hier hatten auch das Handelstribunal, das Appellationsgericht und ein Friedensgericht ihren Sitz.

### Kongresspolen
1823 kam es zu einer Lotterie-Verlosung des Palastes. Die Hälfte des Palastes erhielt so Natan Morgensztern aus Sandomierz, die andere drei jüdische Geschäftsleute aus Końskowola. In Folge erwarb der Warschauer Łukasz Piotrowski das Objekt, der es in ein Mietshaus mit klassizistischer Fassade umbauen ließ. Unter ihm wurde die vormalige hohe erste Etage des Haupthauses in zwei Stockwerke unterteilt. Nach weiteren Umbaumaßnahmen im 19. Jahrhundert war der frühere prächtige Palast zu Beginn des Zweiten Weltkriegs ein Mietsgebäude ohne Charme und künstlerischen Wert.

### Zweiter Weltkrieg und Nachkriegszeit
Bereits beim Angriff auf Warschau im September 1939 wurde das Objekt von Bomben getroffen und brannte aus. Während des Warschauer Aufstandes wurde es endgültig zerstört. Nach dem Krieg erfolgte der Wiederaufbau für eine Nutzung als Büro. Bei der Rekonstruktion wurde das Bellotto-Gemälde als Vorlage verwendet. Zunächst hatte die Industrievereinigung für Flugzeug- und Motorenbau „Delta“ (polnisch: Zjednoczenie Przemysłu Lotniczego i Silnikowego „Delta“) hier ihren Sitz. Derzeitiger Nutzer ist die Staatliche Sozialversicherung ZUS.
Im Jahr 2010 wurde der Palast an eine Erbengemeinschaft um Joanna Beller, der Tochter des letzten Vorkriegsbesitzers Edward Piotrowski per letztinstanzlichem Entscheid des polnischen Hauptverwaltungsgerichtes (polnisch: Naczelny Sąd Administracyjny) zurückgegeben. Piotrowski war durch ein 1945 von Bolesław Bierut erlassenes Dekret enteignet worden. Der Rückgabe nach der Wende war ein Streit seit Anfang der 1990er Jahre vorangegangen, der 2005 auch am Europäischen Gerichtshof für Menschenrechte in Straßburg verhandelt worden war.

## Architektur
Der Palast besteht aus dem Kerngebäude an der Miodowa sowie einem rechtwinkeligen Seitenflügel an der Senatorska. Er gehört zu den wenigen Residenzen Warschaus, deren Kerngebäude direkt in der Flucht der Straßenbebauung liegt. Beide Gebäude stehen auf einem rechteckigen Grundriss. Die Fassaden haben beim Wiederaufbau ihr spätbarockes Aussehen vom ausgehenden 18. Jahrhundert zurückerhalten. Allerdings wurde die später erfolgte Unterteilung des ursprünglichen hohen ersten Stockwerkes (mit den Repräsentationsräumen des Bischofs Sołtyk) im Kerngebäude beibehalten. Die Fenster dieser zwei Geschosse wurden in die Rahmungen der hohen Fenster der Originalfassade eingelassen und stören so den prägnanten gestreckten Eindruck der Hauptfassade nicht.
Über dem Mittelteil dieser Fassade wurde ein rechteckiger Giebel in Form einer mit Wappenkartusche und Figuren bekrönten eingemauerten Gedenktafel errichtet. Die Tafel erinnert an den unter Sołtyk erfolgten Umbau des Palastes. Eine weitere Gedenktafel befindet sich an der der Senatorska zugewandten Fassade des Seitenflügels; sie würdigt den Tod von am 15. Februar 1944 hier erschossenen Polen. An der Nordfassade wird auf einer dritten Tafel darauf verwiesen, dass im Jahr 1869 im Gebäude der Romancier Wacław Gąsiorowski geboren wurde.
Vor dem Eingang zum Palast stehen zwei Steine, deren Löcher zum Ablöschen mitgebrachter Fackeln dienten.
Die den Palast überragende wenig ansehnliche Seiten- und Rückbebauung des 19. Jahrhunderts wurde nach dem Krieg – auch wegen Anlage der Trasa W-Z – nicht wieder aufgebaut.